# Alberto Ginés López
Alberto Ginés López (* 23. října 2002 v Cáceresu) je španělský reprezentant a závodník ve sportovním lezení, vítěz prvních olympijských her ve sportovním lezení v Tokiu v kombinaci a vicemistr Evropy v lezení na obtížnost. Na olympijských hrách v Paříži se v kombinaci umístil na 7. místě.